# High Voltage Australian Tour
High Voltage Australian Tour bylo koncertní turné australské hardrockové skupiny AC/DC, které sloužilo jako propagace debutového alba High Voltage.

## Sestava

### AC/DC
- Bon Scott – zpěv
- Angus Young – sólová kytara
- Malcolm Young – rytmická kytara, doprovodný zpěv
- Mark Evans – baskytara, doprovodný zpěv
- Phil Rudd – bicí

## Seznam koncertů
| Datum             | Město              | Stát/teritorium  | Stát      | Místo                              |
| Austrálie         | Austrálie          | Austrálie        | Austrálie | Austrálie                          |
| ----------------- | ------------------ | ---------------- | --------- | ---------------------------------- |
| únor 1975         | Hurstville         | Nový Jižní Wales | Austrálie | Marana Civic Centre                |
| 13. února 1975    | Melbourne          | Viktorie         | Austrálie | Hard Rock Cafe                     |
| 14. února 1975    | Sydney             | Nový Jižní Wales | Austrálie | Chequers                           |
| 15. února 1975    | Sydney             | Nový Jižní Wales | Austrálie | Chequers                           |
| 16. února 1975    | Sydney             | Nový Jižní Wales | Austrálie | Chequers                           |
| 18. února 1975    | Thornbury          | Viktorie         | Austrálie | Croxton Park Hotel                 |
| 21. února 1975    | Geelong            | Viktorie         | Austrálie | Sundowner Hotel                    |
| 24. února 1975    | Sydney             | Nový Jižní Wales | Austrálie | Chequers                           |
| 25. února 1975    | Sydney             | Nový Jižní Wales | Austrálie | Chequers                           |
| 26. února 1975    | Sydney             | Nový Jižní Wales | Austrálie | Chequers                           |
| 27. února 1975    | Sydney             | Nový Jižní Wales | Austrálie | Chequers                           |
| Liverpool         | El Toro            | Nový Jižní Wales | Austrálie |                                    |
| 28. února 1975    | Sydney             | Nový Jižní Wales | Austrálie | North Sydney Boys High School      |
| 28. února 1975    | Forestville        | Nový Jižní Wales | Austrálie | Community Centre                   |
| 1. března 1975    | Hurstville         | Nový Jižní Wales | Austrálie | Rivoli                             |
| 1. března 1975    | Windsor            | Nový Jižní Wales | Austrálie | Theatre                            |
| 9. března 1975    | Fairfield          | Nový Jižní Wales | Austrálie | Showgrounds                        |
| 10. března 1975   | Melbourne          | Viktorie         | Austrálie | Festival Hall                      |
| 11. března 1975   | Melbourne          | Viktorie         | Austrálie | Station Hotel                      |
| 14. března 1975   | Melbourne          | Viktorie         | Austrálie | Hard Rock Cafe                     |
| 15. března 1975   | Geelong            | Viktorie         | Austrálie | Sundowner Hotel                    |
| 15. března 1975   | Moorabbin          | Viktorie         | Austrálie | Southside Six Hotel                |
| 20. března 1975   | Springvale         | Viktorie         | Austrálie | Waltzing Matilda Hotel             |
| 21. března 1975   | Kew                | Viktorie         | Austrálie | Holy Trinity Church Hall           |
| 22. března 1975   | Boronia            | Viktorie         | Austrálie | Boronia High School                |
| 23. března 1975   | Ringwood           | Viktorie         | Austrálie | Icelands                           |
| 25. března 1975   | Moorabbin          | Viktorie         | Austrálie | Southside Six Hotel                |
| 27. března 1975   | Melbourne          | Viktorie         | Austrálie | Broadmeadows Town Hall             |
| 27. března 1975   | Melbourne          | Viktorie         | Austrálie | Hard Rock Cafe                     |
| 28. března 1975   | Melbourne          | Viktorie         | Austrálie | Hard Rock Cafe                     |
| 29. března 1975   | Chelsea            | Viktorie         | Austrálie | Chelsea Civic Centre               |
| 29. března 1975   | Chadstone          | Viktorie         | Austrálie | Matthew Flinders Hotel             |
| 4. dubna 1975     | Kilmore            | Viktorie         | Austrálie | Memorial Hall                      |
| 5. dubna 1975     | Glen Waverley      | Viktorie         | Austrálie | Glen Waverley High School          |
| 5. dubna 1975     | Ivanhoe            | Viktorie         | Austrálie | Ivanhoe Grammar School             |
| 6. dubna 1975     | Melbourne          | Viktorie         | Austrálie | Hard Rock Cafe                     |
| 8. dubna 1975     | Thornbury          | Viktorie         | Austrálie | Croxton Park Hotel                 |
| 12. dubna 1975    | Moorabbin          | Viktorie         | Austrálie | Southside Six Hotel                |
| 13. dubna 1975    | Melbourne          | Viktorie         | Austrálie | Hard Rock Cafe                     |
| 17. dubna 1975    | Springvale         | Viktorie         | Austrálie | Waltzing Matilda Hotel             |
| 18. dubna 1975    | Moorabbin          | Viktorie         | Austrálie | Southside Six Hotel                |
| 19. dubna 1975    | Chelsea            | Viktorie         | Austrálie | Dance                              |
| 19. dubna 1975    | Melbourne          | Viktorie         | Austrálie | Hard Rock Cafe                     |
| 20. dubna 1975    | Melbourne          | Viktorie         | Austrálie | Sidney Myer Music Bowl             |
| 20. dubna 1975    | Wyong              | Nový Jižní Wales | Austrálie | Memorial Hall                      |
| 22. dubna 1975    | Broadmeadows       | Viktorie         | Austrálie | Town Hall                          |
| 23. dubna 1975    | Kealba Heights     | Viktorie         | Austrálie | Kealba Heights High School         |
| 23. dubna 1975    | Fawkner            | Viktorie         | Austrálie | Fawkner High School                |
| 24. dubna 1975    | Chadstone          | Viktorie         | Austrálie | Matthew Flinders Hotel             |
| 24. dubna 1975    | Melbourne          | Viktorie         | Austrálie | Festival Hall                      |
| 25. dubna 1975    | Preston            | Viktorie         | Austrálie | Council Club Hotel                 |
| 26. dubna 1975    | Wyong              | Nový Jižní Wales | Austrálie | Memorial Hall                      |
| 26. dubna 1975    | Greenacre          | Nový Jižní Wales | Austrálie | YMCA                               |
| květen 1975       | Melbourne          | Nový Jižní Wales | Austrálie | Hard Rock Cafe                     |
| květen 1975       | Campbelltown       | Nový Jižní Wales | Austrálie | Catholic Youth Club                |
| 1. května 1975    | Liverpool          | Nový Jižní Wales | Austrálie | El Toro                            |
| 2. května 1975    | Lane Cove          | Nový Jižní Wales | Austrálie | Town Hall                          |
| 4. května 1975    | Sydney             | Nový Jižní Wales | Austrálie | Hordern Pavilion                   |
| 5. května 1975    | Auburn             | Nový Jižní Wales | Austrálie | Soccer Club                        |
| 5. května 1975    | Sydney             | Nový Jižní Wales | Austrálie | Bondi Lifesaver                    |
| 6. května 1975    | Sydney             | Nový Jižní Wales | Austrálie | Bondi Lifesaver                    |
| 7. května 1975    | Sydney             | Nový Jižní Wales | Austrálie | Bondi Lifesaver                    |
| 8. května 1975    | Sydney             | Nový Jižní Wales | Austrálie | Bondi Lifesaver                    |
| 9. května 1975    | Forestville        | Nový Jižní Wales | Austrálie | Youth Centre                       |
| 9. května 1975    | Manly Vale         | Nový Jižní Wales | Austrálie | Manly Vale Hotel                   |
| 10. května 1975   | Caringbah          | Nový Jižní Wales | Austrálie | YMCA                               |
| 10. května 1975   | Manly Vale         | Nový Jižní Wales | Austrálie | Manly Vale Hotel                   |
| 13. května 1975   | Moorabbin          | Viktorie         | Austrálie | Southside Six Hotel                |
| 14. května 1975   | Geelong            | Viktorie         | Austrálie | Sundowner Hotel                    |
| 15. května 1975   | Chadstone          | Viktorie         | Austrálie | Matthew Flinders Hotel             |
| 17. května 1975   | Melbourne          | Viktorie         | Austrálie | Hard Rock Cafe                     |
| 18. května 1975   | Ringwood           | Viktorie         | Austrálie | Icelands                           |
| 20. května 1975   | Thornbury          | Viktorie         | Austrálie | Croxton Park Hotel                 |
| 28. května 1975   | Geelong            | Viktorie         | Austrálie | Sundowner Hotel                    |
| 29. května 1975   | Moreland           | Viktorie         | Austrálie | Moreland Hotel                     |
| 30. května 1975   | Melbourne          | Viktorie         | Austrálie | Hard Rock Cafe                     |
| 30. května 1975   | Chadstone          | Viktorie         | Austrálie | Matthew Flinders Hotel             |
| 31. května 1975   | Bentleigh          | Viktorie         | Austrálie | St. Peters Hall                    |
| červen 1975       | Windsor            | Viktorie         | Austrálie | Vaudeville                         |
| 4. června 1975    | Geelong            | Viktorie         | Austrálie | Sundowner Hotel                    |
| 5. června 1975    | Mount Gambier      | Jižní Austrálie  | Austrálie | -                                  |
| 11. června 1975   | Bendigo            | Viktorie         | Austrálie | -                                  |
| 12. června 1975   | Springvale         | Viktorie         | Austrálie | Waltzing Matilda Hotel             |
| 16. června 1975   | Melbourne          | Viktorie         | Austrálie | Festival Hall                      |
| 17. června 1975   | Thornbury          | Viktorie         | Austrálie | Croxton Park Hotel                 |
| 20. června 1975   | Melbourne          | Viktorie         | Austrálie | International Hotel                |
| 21. června 1975   | Chelsea            | Viktorie         | Austrálie | Chelsea Rock                       |
| 22. června 1975   | Ringwood           | Viktorie         | Austrálie | Icelands                           |
| 25. června 1975   | Geelong            | Viktorie         | Austrálie | Sundowner Hotel                    |
| 27. června 1975   | Moorabbin          | Viktorie         | Austrálie | Southside Six Hotel                |
| 28. června 1975   | Melbourne          | Viktorie         | Austrálie | Hard Rock Cafe                     |
| červenec 1975     | Altona             | Viktorie         | Austrálie | North Altona Technical School Hall |
| červenec 1975     | Launceston         | Tasmánie         | Austrálie | -                                  |
| 10. července 1975 | Preston            | Viktorie         | Austrálie | Council Club Hotel                 |
| 16. července 1975 | Sydney             | Nový Jižní Wales | Austrálie | Bondi Lifesaver                    |
| 17. července 1975 | Sydney             | Nový Jižní Wales | Austrálie | Bondi Lifesaver                    |
| 18. července 1975 | Sydney             | Nový Jižní Wales | Austrálie | Grange Disco                       |
| 18. července 1975 | Sydney             | Nový Jižní Wales | Austrálie | Ryde Youth Centre                  |
| 19. července 1975 | Daceyville         | Nový Jižní Wales | Austrálie | Police Boys Club                   |
| 19. července 1975 | Hurstville         | Nový Jižní Wales | Austrálie | Marana Civic Centre                |
| 8. srpna 1975     | Sydney             | Nový Jižní Wales | Austrálie | -                                  |
| 9. srpna 1975     | Sydney             | Nový Jižní Wales | Austrálie | -                                  |
| 10. srpna 1975    | Green Valley       | Nový Jižní Wales | Austrálie | Marching Girls Field               |
| 10. srpna 1975    | Sydney             | Nový Jižní Wales | Austrálie | Bondi Lifesaver                    |
| 11. srpna 1975    | Sydney             | Nový Jižní Wales | Austrálie | -                                  |
| 12. srpna 1975    | Sydney             | Nový Jižní Wales | Austrálie | -                                  |
| 13. srpna 1975    | Sydney             | Nový Jižní Wales | Austrálie | -                                  |
| 14. srpna 1975    | Sydney             | Nový Jižní Wales | Austrálie | -                                  |
| 15. srpna 1975    | Sydney             | Nový Jižní Wales | Austrálie | -                                  |
| 16. srpna 1975    | Sydney             | Nový Jižní Wales | Austrálie | -                                  |
| 17. srpna 1975    | Sydney             | Nový Jižní Wales | Austrálie | -                                  |
| 25. srpna 1975    | Melbourne          | Viktorie         | Austrálie | Myers Miss Melbourne Dept. Store   |
| 26. srpna 1975    | Melbourne          | Viktorie         | Austrálie | Myers Miss Melbourne Dept. Store   |
| 27. srpna 1975    | Melbourne          | Viktorie         | Austrálie | Myers Miss Melbourne Dept. Store   |
| 28. srpna 1975    | Melbourne          | Viktorie         | Austrálie | Myers Miss Melbourne Dept. Store   |
| Preston           | Council Club Hotel | Viktorie         | Austrálie |                                    |
| 29. srpna 1975    | Melbourne          | Viktorie         | Austrálie | Myers Miss Melbourne Dept. Store   |
| 29. srpna 1975    | Thornbury          | Viktorie         | Austrálie | Croxton Park Hotel                 |
| 31. srpna 1975    | Mount Gambier      | Jižní Austrálie  | Austrálie | Kings Theatre                      |
| 2. září 1975      | Thornbury          | Viktorie         | Austrálie | Croxton Park Hotel                 |
| 2. září 1975      | Melbourne          | Viktorie         | Austrálie | Hard Rock Cafe                     |
| 7. září 1975      | Sydney             | Nový Jižní Wales | Austrálie | Victoria Park                      |
| 10. září 1975     | Moorabbin          | Viktorie         | Austrálie | Southside Six Hotel                |
| 13. září 1975     | Melbourne          | Viktorie         | Austrálie | Tarmac Hotel                       |
| 13. září 1975     | Melbourne          | Viktorie         | Austrálie | Hard Rock Cafe                     |
| září 1975         | Chadstone          | Viktorie         | Austrálie | Matthew Flinders Hotel             |
| září 1975         | Ringwood           | Viktorie         | Austrálie | Eastlands Shopping Centre          |
| září 1975         | Melbourne          | Viktorie         | Austrálie | International Hotel                |